# Préfecture autonome tibétaine de Huangnan
Cette page contient des caractères spéciaux ou non latins. S’ils s’affichent mal (▯, ?, etc.), consultez la page d’aide Unicode.
La préfecture autonome tibétaine de Huangnan (chinois simplifié : 黄南藏族自治州 ; pinyin : Huángnán zàngzú Zìzhìzhōu ; tibétain : Malho, རྨ་ལྷོ་བོད་རིགས་རང་སྐྱོང་ཁུལ་ ; translittération Wylie : Rma-lho Bod-rigs rang-skyong-khul) est une division administrative de la province du Qinghai en Chine.

## Histoire
En 670, lors de sa phase d'expansion, l'Empire tibétain envahi et extermine le royaume de Tuyuhun auquel appartient cette région. Il se dispute alors la région avec l'Empire chinois de la dynastie Tang.
En 1370, sous la dynastie Ming est établi le gouvernement militaire de Deng Yulü (邓愈率). L'année suivante y est établie la garde de Hezhou (河州卫).
En 1762, sous la dynastie Qing, mandchoue y établit un Tongzhi (同知, garde d'observation militaire) dans l'actuel Xian de Tongren.
En 1929, sous la République de Chine, la province de Qinghai est établie en janvier. En juillet de la même année l'organisation administrative territoriale est de nouveau changée.
Le 22 décembre 1953, sous la République populaire de Chine, l'actuelle Préfecture autonome tibétaine de Huangnan est fondée avec les trois xian de Tongren, Jianza et Zeku.
Le 16 mars 2014, l'agence Xinhua indique qu'un moine du monastère Shaderi dans la préfecture autonome tibétaine de Huangnan s'est immolé. Depuis 2009, ce sont près de 134 Tibétains immolés dans les territoires de culture tibétaine en Chine.

## Géographie
Sa superficie est de 18 800 km² .

## Démographie
La population de la préfecture était estimée à 218 200 habitants en 2004.

## Subdivisions administratives
La préfecture autonome tibétaine de Huangnan exerce sa juridiction sur quatre subdivisions - trois xian et un xian autonome :
- le xian de Tongren - 同仁县 Tóngrén Xiàn ;
- le xian de Jainca - 尖扎县 Jiānzhā Xiàn ;
- le xian de Zêkog - 泽库县 Zékù Xiàn ;
- le xian autonome mongol de Henan - 河南蒙古族自治县 Hénán měnggǔzú Zìzhìxiàn.

## Culture
Les arts Regong, nés dans l'actuelle préfecture autonome tibétaine de Huangnan, ont été inscrits en 2009 sur la liste représentative du patrimoine culturel immatériel de l’humanité.
La minorité hui y parle entre autres le Kangjia, une langue mongole.

## Personnalité
- Amdo Jampa né dans le Xian de Jainca a été un étudiant de Gendün Chöphel, il est connu pour son style photo-réaliste. Il a fait des portraits célèbres du dalaï-lama et du panchen-lama[6].
- L'écrivain Tsering Döndrub auteur notamment de  Tempête rouge qui aborde la révolte en Amdo en 1958 [7], [8].